# خلية مأطورة

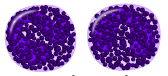
خلية مأطورة قاعدية

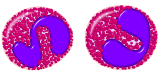
خلية مأطورة حمضية

الخلية المأطورة (بالإنجليزية: Band cell)‏ وتدعى أيضاً كُرَيَّةٌ بَيْضَاءُ مَأْطُوْرَة أو الخلية المتعادلةُ الأُطْرِيَّة وهي خلية تكوّن المحبَّبات مشتقة من خلية نخاعية متبدلة وتؤدي إلى نضوج الخلايا المحببة.
و تتميز بأن نواتها منحنية لكنها غير مقسمة لعدة أقسام.
وجود هده الخلايا يدل على وجود سلالة الخلايا المحببة مثل «الخلية العَدِلَة» 

## الأهمية السريرية
الخلية المأطورة هي خطوة وسيطة قبل اكتمال نضوج مكونات الخلية العَدِلَة الزيادة في تكوين الخلايا المأطورة يعني أنه أشير لنخاع العظم بتكوين خلايا الدم البيضاء والزيادة في إفراز خلايا الدم البيضاء يدعى«زيحان لليسار».
و في معظم الأحيان يؤدي ذلك إلى حدوث التهاب أو التهاب في كل الجسم.
المدى المرجعي للخلايا المأطورة العدلة في الدم عند البالغين هو من (3-5)% من خلايا الدم البيضاء

أو أعلى من 9^0.7*10 لكل لتر

و الزيادة عن ذلك يسمى مرض الزيادة في الخلايا المأطورة.